# Dissen (Gudensberg)
Dissen ist der nördlichste Stadtteil der Kleinstadt Gudensberg im nordhessischen Schwalm-Eder-Kreis und im historischen Chattengau.

## Geographische Lage

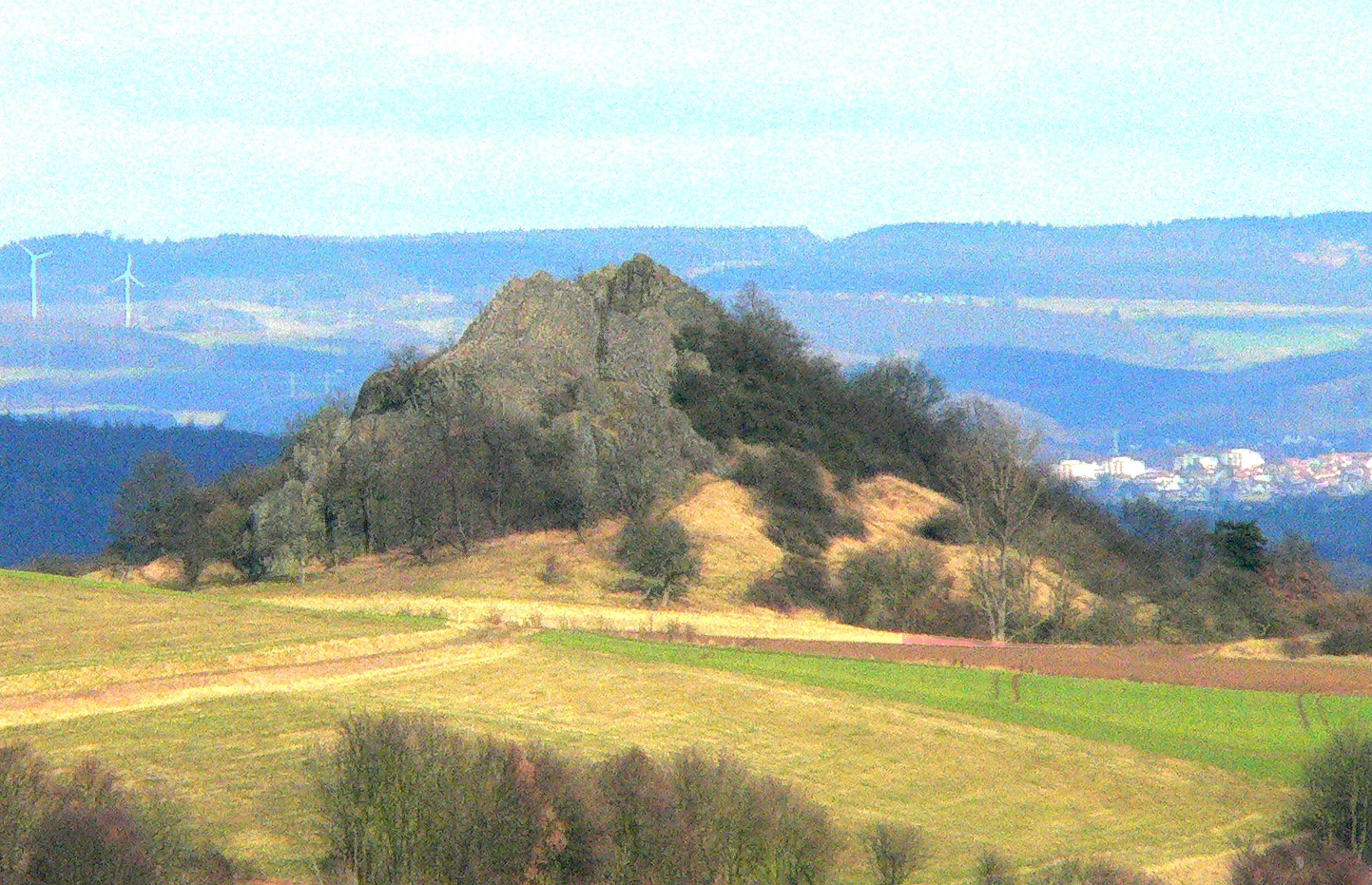
Blick vom Odenberg auf den Scharfenstein

Dissen liegt zwischen seinem Wahrzeichen, dem weithin sichtbaren Scharfenstein (304 m ü. NN) im Westsüdwesten und dem Neuselsberg (247,7 m ü. NN) im Nordosten. Die Nachbarorte, im Uhrzeigersinn im Nordosten beginnend, sind Haldorf, Wolfershausen, Deute, Gudensberg, Besse und Holzhausen.
Im Dorf entspringt ein kleiner Bach, der Riedgraben, der nach Ostsüdosten über den kleinen Sommerbach in die nahe Eder fließt, die etwas weiter nördlich in die Fulda mündet.
Nördlich von Dissen zweigt von der die Ortschaft westlich passierenden Bundesautobahn 49 an der Anschlussstelle Felsberg die sie östlich tangierende Bundesstraße 254 nach Süden ab, von der man in das Dorf gelangen kann. Durch das Dorf führt die Kreisstraße 90.

## Geschichte

### Ortsgeschichte
Soweit bekannt wurde Dissen im Jahr 1061 als Dusinum in der Grafschaft Maden erstmals urkundlich erwähnt. Der Edle Irmfrid schenkte dem Abt Widerad von Fulda Güter zu Dissen und erhielt sie zu Lehen zurück. Erzbischof Siegfried I. von Mainz bestätigte im Jahre 1081 Besitzungen des Klosters Hasungen in Dissen. Von 1209 bis etwa um 1450 hatte das St. Petri-Stift in Fritzlar Zehnteinkünfte in Dissen. 1298 erhielt das Kloster Breitenau von den Brüdern von Berninghausen zwei Hufen Land in Dissen. 1319 erhielt das Kloster dort weitere Besitzungen von denen von Besse. 1324 belehnte Landgraf Otto I. die Herren von Elben nach den Gebrüdern von Gudenberg mit Allod zu Dissen. 1335 schenkten die Gebrüder von Gudenberg mit landgräflicher Genehmigung ein Allod an Dietrich von Elben. 1357 schenkten die von Böddiger ihre Güter zu Kirch-Dissen dem Zisterzienserinnen-Kloster Nordshausen.
Zu Dissen gehörten Unseligendissen und Mitteldissen, im Mittelalter wüst gefallene Orte, von denen man bei Grabungen um 1880 Überreste fand. Eine weitere Wüstung in der Gemarkung von Dissen, Stockhausen, befand sich nördlich des heutigen Dorfs.
Zum 31. Dezember 1971 wurde die bis dahin selbständige Gemeinde Dissen im Zuge der Gebietsreform in Hessen auf freiwilliger Basis in die Stadt Gudensberg eingemeindet.
Für Dissen wurde, wie für die übrigen Stadtteile, ein Ortsbezirk mit Ortsbeirat und Ortsvorsteher nach der Hessischen Gemeindeordnung eingerichtet.

### Postkutschenstation und Bahnhof
1805 eröffnete das Kurfürstentum Hessen-Kassel eine Postlinie von Kassel nach Fritzlar, und in Dissen wurde eine Postkutschenstation eingerichtet, wo die Pferde gewechselt und Post sortiert wurde und wo Postreisende ihre Reise antreten oder beenden konnten. Um 1850 kam das Ende für die Poststation mit der Inbetriebnahme der Main-Weser-Eisenbahnlinie Kassel-Frankfurt (Main). Heute befindet sich die ehemalige Station in Privatbesitz; sie trägt noch immer den Namen „Posthof“.
1899 erhielt Dissen einen Bahnhof an der neu eröffneten Bahnstrecke Grifte–Gudensberg, einer 7,72 Kilometer langen Bahnstrecke, die von Grifte an der Main-Weser-Bahn nach Gudensberg führte und dort endete. Dieser Bahnbetrieb wurde 1979 eingestellt.

## Bevölkerung
Einwohnerstruktur 2011
Nach den Erhebungen des Zensus 2011 lebten am Stichtag, dem 9. Mai 2011, in Dissen 378 Einwohner. Darunter waren keine Ausländer. Nach dem Lebensalter waren 132 Einwohner unter 18 Jahren, 291 zwischen 18 und 49, 138 zwischen 50 und 64 und 120 Einwohner waren 65 und älter. Die Einwohner lebten in 303 Haushalten. Davon waren 81 Singlehaushalte, 87 Paare ohne Kinder und 105 Paare mit Kindern, sowie 24 Alleinerziehende und 6 Wohngemeinschaften. In 51 Haushalten lebten ausschließlich Senioren und in 213 Haushaltungen lebten keine Senioren.
Einwohnerentwicklung
| Quelle: Historisches Ortslexikon |                                                         |
| • 1575/85:                       | 21 Hausgesesse                                          |
| • 1639:                          | 21 verheiratete, 3 verwitwete Hausgesesse, ein Beisasse |
| • 1682:                          | 23 Hausgesesse                                          |
| • 1735:                          | 38 Mannschaften                                         |
| • 1742/47:                       | 39 Häuser bzw. Hausgesesse                              |

| Dissen: Einwohnerzahlen von 1834 bis 2020 | Dissen: Einwohnerzahlen von 1834 bis 2020 | Dissen: Einwohnerzahlen von 1834 bis 2020 | Dissen: Einwohnerzahlen von 1834 bis 2020 | Dissen: Einwohnerzahlen von 1834 bis 2020 |
| --- | ----------------------------------------- | ----------------------------------------- | ----------------------------------------- | ----------------------------------------- |
| Jahr |                                           |                                           |                                           | Einwohner                                 |
| 1834 | 1834                                      |                                           | 352                                       | 352                                       |
| 1840 | 1840                                      |                                           | 409                                       | 409                                       |
| 1846 | 1846                                      |                                           | 409                                       | 409                                       |
| 1852 | 1852                                      |                                           | 438                                       | 438                                       |
| 1858 | 1858                                      |                                           | 382                                       | 382                                       |
| 1864 | 1864                                      |                                           | 399                                       | 399                                       |
| 1871 | 1871                                      |                                           | 426                                       | 426                                       |
| 1875 | 1875                                      |                                           | 402                                       | 402                                       |
| 1885 | 1885                                      |                                           | 420                                       | 420                                       |
| 1895 | 1895                                      |                                           | 431                                       | 431                                       |
| 1905 | 1905                                      |                                           | 474                                       | 474                                       |
| 1910 | 1910                                      |                                           | 498                                       | 498                                       |
| 1925 | 1925                                      |                                           | 455                                       | 455                                       |
| 1939 | 1939                                      |                                           | 504                                       | 504                                       |
| 1946 | 1946                                      |                                           | 763                                       | 763                                       |
| 1950 | 1950                                      |                                           | 734                                       | 734                                       |
| 1956 | 1956                                      |                                           | 650                                       | 650                                       |
| 1961 | 1961                                      |                                           | 636                                       | 636                                       |
| 1967 | 1967                                      |                                           | 643                                       | 643                                       |
| 1980 | 1980                                      |                                           | ?                                         | ?                                         |
| 1990 | 1990                                      |                                           | ?                                         | ?                                         |
| 2000 | 2000                                      |                                           | ?                                         | ?                                         |
| 2011 | 2011                                      |                                           | 379                                       | 379                                       |
| 2020 | 2020                                      |                                           | 729                                       | 729                                       |
| Datenquelle: Historisches Gemeindeverzeichnis für Hessen: Die Bevölkerung der Gemeinden 1834 bis 1967. Wiesbaden: Hessisches Statistisches Landesamt, 1968. Weitere Quellen: LAGIS; Stadt Gudensberg; Zensus 2011 |                                           |                                           |                                           |                                           |

Historische Religionszugehörigkeit
| Quelle: Historisches Ortslexikon |                                                                    |
| • 1861:                          | alle Einwohner evangelisch-reformiert                              |
| • 1885:                          | 420 evangelische (= 100 %) Einwohner                               |
| • 1961:                          | 514 evangelische (= 80,82 %), 90 katholische (= 14,15 %) Einwohner |

Historische Erwerbstätigkeit
| • 1961 | Erwerbspersonen: 130 Land- und Forstwirtschaft, 125 Produzierendes Gewerbe, 43 Handel und Verkehr, 25 Dienstleistungen und Sonstiges |

## Politik
Der Ortsbeirat besteht aus sieben Mitgliedern. Bei der Kommunalwahl 2021 betrug die Wahlbeteiligung zur Wahl des Ortsbeirats 52,26 %. Alle derzeitigen Mitglieder gehören der „Ortsbeiratsliste Dissen“ an. Der Ortsbeirat wählte Frank Lengemann zum Ortsvorsteher.

## Ortsbild

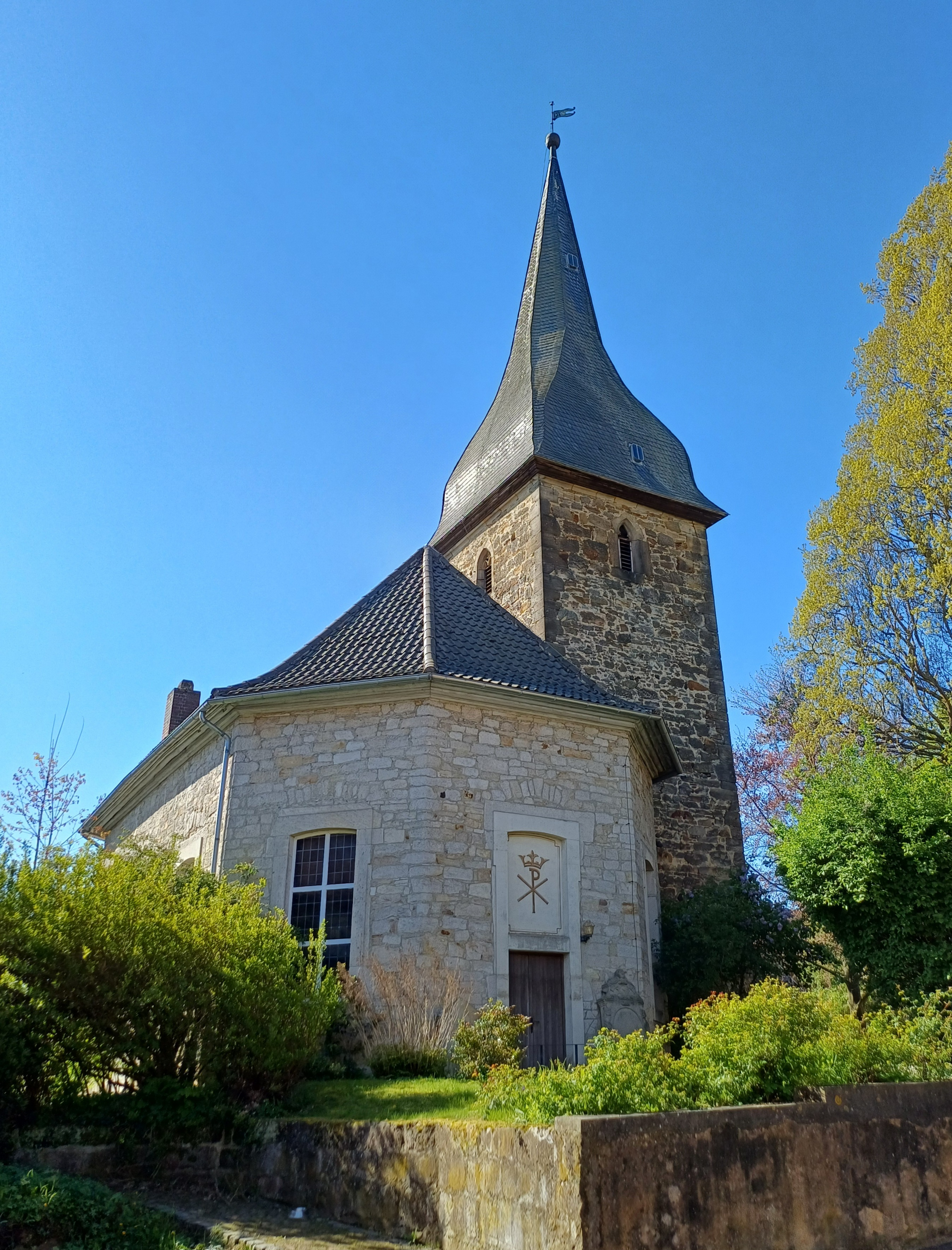
Kirche Dissen

Der historische Ortskern mit zahlreichen gut erhaltenen Fachwerkhäusern ist bestimmend für das Dorf.
Der im 15. Jahrhundert erbaute gotische Wehrturm der evangelischen Kirche ist von Weitem sichtbar. Das Kirchenschiff ist außen ein achteckiger und innen ein ovaler Querbau. Ab 1439 gehörte die Kirche zum Kloster Breitenau. Die Wetterfahne stammt aus dem Jahr 1740. Vermutlich bereits ab dem 12. Jahrhundert bestand eine Vorgängerkirche, hierauf deutet ein aus Sandstein gehauener Christuskopf hin, der Ende der 1960er Jahre im Außenmauerwerk bei Restaurierungen gefunden wurde. Er könnte in der Vorgängerkirche als Schlussstein gedient haben.

## Sehenswürdigkeiten
Zu den Sehenswürdigkeiten in und nahe Dissen gehören neben dem historischen Ortskern:
- Scharfenstein, Basaltkuppe
- Odenberg, Berg mit Aussichtsturm und den frühmittelalterlichen Ringwallanlagen Odenberg
- Kasseler Kreuz, altes Steinkreuz als ursprüngliche Wegemarkierung

## Musik
- Different Sides, Rockband